# Parafia Matki Bożej Anielskiej w Motyczu
Parafia Matki Bożej Anielskiej w Motyczu w Motyczu – parafia rzymskokatolicka, znajdująca się w archidiecezji lubelskiej, w dekanacie Konopnica. 
Parafię erygował biskup Marian Fulman 25 marca 1922 r. z wydzielonego obszaru par. Konopnica.

## Zasięg parafii
Do parafii należą wierni z następujących miejscowości: Miłocin, Kolonia Miłocin, Motycz-Józefin, Motycz Leśny, Motycz, Sporniak.